# Велика Дорога (шлях)
Велика Дорога (лат. via magna) — шлях, що у 17–18 століттях вів зі Львова через міста Рогатин, Бережани до Теребовлі. Дорога з'єднувала ці торгові центри й водночас була сполучною ланкою магістральних шляхів, які пролягали на Київ (через  Станіслав,  Бар, Вінницю,  Фастів, на  Поділля (Кам'янець) і Молдову (Сучава, Ясси, Галац, нині всі Румунія).